# Liselotte Forgeot
Liselotte Forgeot est une tireuse française spécialisée en Skeet olympique, puis en Fosse olympique.

## Palmarès

### Championnats d'Europe
- Vice-championne d'Europe individuelle en 1963 à Brno (fosse);
- Vice-championne d'Europe individuelle en 1954 à Paris (skeet);
- 3e des Championnats d'Europe individuels en 1969 à Versailles (fosse).